# Галлатін (округ, Іллінойс)
Шаблон:StateAbbr_ 37°46′ пн. ш. 88°14′ зх. д. / 37.76° пн. ш. 88.23° зх. д.
Округ Галлатін (англ. Gallatin County) — округ (графство) у штаті Іллінойс, США. Ідентифікатор округу 17059.

## Історія
Округ утворений 1812 року.

## Демографія
За даними перепису 
2000 року 
загальне населення округу становило 6445 осіб, усе сільське.
Серед мешканців округу чоловіків було 3125, а жінок — 3320. В окрузі було 2726 домогосподарств, 1838 родин, які мешкали в 3071 будинках.
Середній розмір родини становив 2,9.
Віковий розподіл населення поданий у таблиці:
| Стать    | До 15 років | 15-21 | 22-29 | 30-39 | 40-49 | 50-65 | 65-85 | Понад 85 |
| -------- | ----------- | ----- | ----- | ----- | ----- | ----- | ----- | -------- |
| Чоловіки | 609         | 314   | 282   | 381   | 416   | 623   | 442   | 58       |
| Жінки    | 554         | 294   | 302   | 419   | 432   | 645   | 554   | 120      |

## Суміжні округи
- Вайт — північ
- Поузі, Індіана — північний схід
- Юніон, Кентуккі — схід
- Гардін — південь
- Салін — захід
- Гамільтон — північний захід

## Виноски
1. ↑  U.S. Decennial Census. United States Census Bureau. Архів оригіналу за 26 квітня 2015. Процитовано 5 липня 2014.
2. ↑  Historical Census Browser. University of Virginia Library. Архів оригіналу за 11 серпня 2012. Процитовано 5 липня 2014.
3. ↑  Population of Counties by Decennial Census: 1900 to 1990. United States Census Bureau. Архів оригіналу за 24 квітня 2014. Процитовано 5 липня 2014.
4. ↑  Census 2000 PHC-T-4. Ranking Tables for Counties: 1990 and 2000 (PDF). United States Census Bureau. Архів оригіналу (PDF) за 18 грудня 2014. Процитовано 5 липня 2014.
5. ↑  State & County QuickFacts. United States Census Bureau. Архів оригіналу за 6 червня 2011. Процитовано 5 липня 2014.(англ.) Наведено за англійською вікіпедією.
6. ↑  American FactFinder. Бюро перепису населення США. Архів оригіналу за 26 лютого 2012. Процитовано 31 січня 2008.

| США | Це незавершена стаття з географії США. Ви можете допомогти проєкту, виправивши або дописавши її. |